# Dante A. Linyera
 Francisco Bautista Rímoli, más conocido por su nombre artístico Dante A. Linyera (10 de agosto de 1903 - 15 de julio de 1938), fue un poeta y periodista argentino.

## Biografía
Nació en un conventillo grande de la calle Independencia 1543 y a corta edad quedó huérfano. Todavía era chico cuando trabajó de "cantinero" en un bodegón en la esquina de Solís y Garay. A los 16 años comenzó a trabajar en el diario matutino La Argentina, que entonces trataba de competir con La Prensa y La Nación, y luego pasó por El Telégrafo y por La Montaña, un mítico periódico fundado por Leopoldo Lugones y José Ingenieros.
Desarrolló luego una extensa labor en El Alma que Canta, un cancionero fundado por Vicente Bucchieri en febrero de 1916 en el cual con notas y versos desparejos expresaba su dolor ante tantas injusticias vistas por las calles de la ciudad. Usaba el seudónimo de "Dante A. Linyera", en el cual la “A” no pertenece a la inicial de un segundo nombre, sino que tiene la intención de aludir a Dante Alighieri. La voz “linyera” es un lunfardismo que significa “vagabundo”.
De las piezas teatrales para conjuntos filodramáticos, la única puesta en escena fue Mambrú se fue a la guerra. También escribió varias letras de tangos, entre los que se recuerda Boedo cuya letra escribiera en 1928 y al que puso música Julio De Caro. 
Creó entre otras una revista infantil, El Purrete y, en colaboración, la revista de fútbol La Cancha, que subsistió hasta fines de los cincuenta. Pero su más importante creación fue La Canción Moderna, cuyo primer número apareció en marzo de 1928, del editor Julio Korn y que luego con el desarrollo del cine se transformó en la exitosa Radiolandia. 
El poeta y dramaturgo Nicolás Olivari dijo de Linyera: «Todavía recuerdo su aire de muchacho triste, pensativo y sus largas caminatas por la calle Corrientes. Fue un cantor angustiado de lo porteño, un hombre ensombrecido por el sufrimiento de los pobres. Y todavía me acuerdo de su pierna claudicante, de su andar defectuoso que parecía confirmar que él era un poeta de la mala pata». Aquí Olivari hace un juego de palabras aludiendo al libro de su autoría La musa de la mala pata como también a un problema físico que tenía Linyera de nacimiento en la pierna.
Por su parte el escritor y poeta Álvaro Yunque (Arístides Gandolfi Herrero), que conoció a Linyera cuando éste tenía 14 años, dijo: «Se me entró en el cuore. Era pequeño, ágil, inquieto, insolente e inteligente. Tenés algo en el "mate" -le dije- pero tus versos están llenos de faltas ¿Estudiaste alguna vez? No, me respondió. Y agregó: ¿Y ya que usted estudió, por qué no me enseña? Como correspondía a muchos jóvenes de la época, desde sus ideas anarquistas combatió por los desposeídos, siendo él el primero».
También escribió poesía romántica que firmó con otros seudónimos, como Arnaldo Demos, Carlos Onofre de Alvear y Rayenil. Admiraba a Máximo Teodoro Sáenz, el periodista uruguayo de turf y creador de numerosas acuarelas porteñas conocido con el seudónimo de Last Reason. En 1933 apareció su libro Semos hermanos, su única obra formalmente editada, que le dio oportunidad de exclamar ante un grupo de amigos: «¡Perdón, no lo voy a hacer más!». La dedicatoria del libro era: «A mi perro, porque no lo tengo».
Linyera vivió siempre pobremente y se mantuvo fiel a su ideología anarquista hasta que una sífilis nunca curada, sumada a una tuberculosis, lo llevaron a la locura final y a la muerte solitaria en un hospital. Linyera murió veinte días antes de cumplir 35 años, el 14 de julio de 1938 en Buenos Aires, donde encontró su lugar de descanso final.

## Valoración
Junto a Carlos de la Púa (El Malevo Muñoz), -que también publicó una sola obra, La crencha engrasada- han sido los creadores más importantes en su género.

### Algunas frases dichas por Dante A. Linyera
- «No soy cristiano ni soy judío, ni creo más que en el dolor humano».
- «Todas las luchas nobles son estériles. Doblemente en caso de ser libradas por un solitario».
- «El laburo, ese viejo cafiolo de la existencia».
- «La verdad siempre resulta menos valiosa que las buenas coartadas».
- «Para vivir sin esgunfio basta con ser mediocre complaciente».
- «Tenés dos posibilidades: ser feliz de prepo o conocer la realidad».